# Revisio generum plantarum

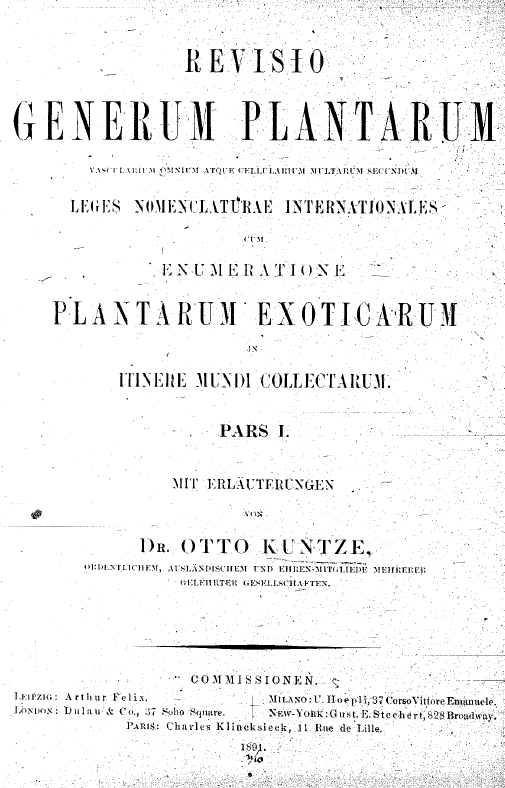
Frontispice du traité.

Revisio generum plantarum, également connu sous son abréviation botanique standard Revis. Gen. Pl., est un traité botanique d'Otto Kuntze. Il a été publié en trois volumes : les deux premiers sont parus en 1891 et le troisième a été publié en deux parties en 1893 et 1898.

## Référence
(en) Missouri Botanical Garden, Notice de l’ouvrage, sur botanicus.org (consulté le 8 août 2021).